# 陳宗夔
陳宗夔（1507年—1566年），字維一（惟一），號少岳，湖廣武昌府通山縣人，軍籍，明朝政治人物。

## 生平
嘉靖十三年（1534年）甲午科湖廣鄉試第四十六名舉人。嘉靖十七年（1538年）中式戊戌科會試第二百九十名，登第三甲第二十六名進士。初授中书舍人，二十一年擢監察御史，巡按廣西、福建。三十年升常州府知府，三十二年官至浙江按察副使。倭寇攻嘉兴府城，宗夔帅兵御却之，焚其舟，尋为御史弹劾免官。

## 家族
曾祖陳原甫，壽官；祖父陳琉，監生；父陳興賢，訓導。母吳氏。重庆下。弟宗蕃。